# وادي ماسة

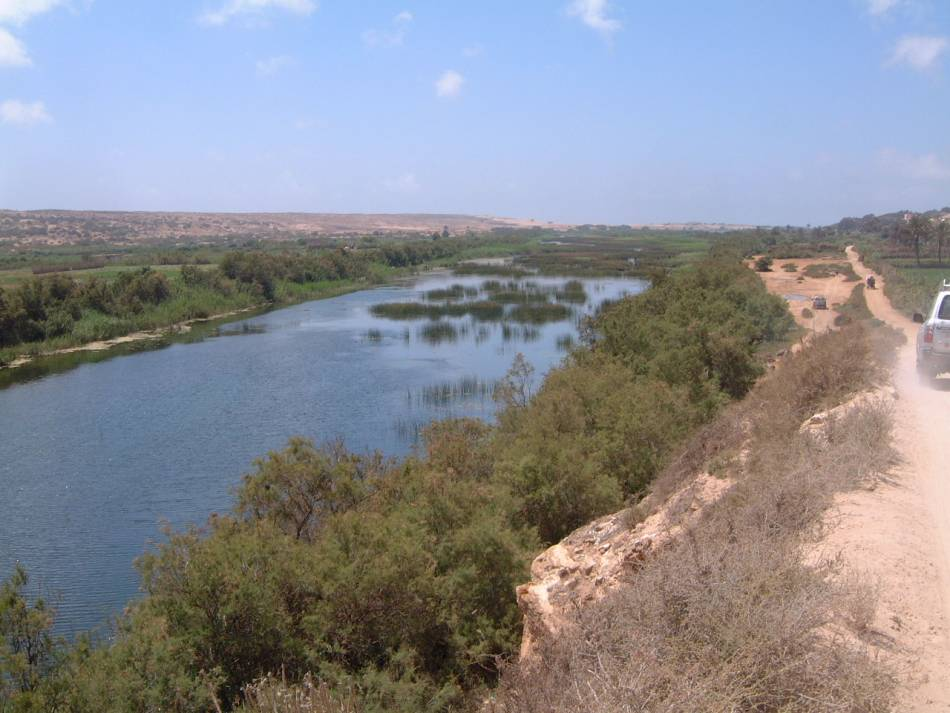
صورة لـوادي ماسة.

ينبع واد ماسة من جبال سلسلة الأطلس الصغير ليصب بالمحيط الأطلسي بمنطقة رباط ماسة وعلى منطقة صبه محمية طبيعية تشتهر بأنواع نادرة من الحيوانات أشهرها طائر أبو منجل الأقرع الشمالي الذي لا يوجد نوع منه إلا بهذه المحمية في العالم، وقد شيد على النهر سد يوسف بن تاشفين أوائل سبعينيات القرن العشرين.
- الخريطة
- الإحداثيات : 30°2′N 9°38′W / 30.033°N 9.633°W